# Campanula aibgica
Campanula aibgica — вид квіткових рослин з родини дзвоникових (Campanulaceae). Зростання: Північний Кавказ.
Новий вид описаний з базальтових скель північного схилу хр. Аібга (Сочинський національний парк, Краснодарський край). Вид належить до підроду Campanula, секції Cordifoliae. Очевидно, близький до симпатричних колхідських таксонів C. dzyschrica, C. kolakovskyi, C. collina subsp. sphaerocarpa, від яких добре відрізняється морфологією та екологією. Вузький північноколхідський ендемік.